# كارل ماركوس ميشيل
كارل ماركوس ميشيل (بالألمانية: Karl Markus Michel)‏ هو ناقد أدبي وكاتب ومحرر أدبي ألماني، ولد في 4 سبتمبر 1929 في هونغ كونغ البريطانية في المملكة المتحدة، وتوفي في 15 نوفمبر 2000 في برلين في ألمانيا بسبب سرطان.